# Cyclosorus glabrescens
Cyclosorus glabrescens là một loài thực vật có mạch trong họ Thelypteridaceae. Loài này được Ching ex K.H. Shing mô tả khoa học đầu tiên năm 1999.